# Хіндон (річка)
Хіндон (гінді हिन्डन नदी, англ. Hindon River) — річка у Північній Індії, притока Джамни. Річка починається у пагорбах Шівалік та протікає руслом довжиною близько 400 км між Гангом і Ямуною біля міст Ґхазіабад та Ноїда, впадаючи у Ямуну трохи нижче за Делі.